# Amfibi prehistòric
Els amfibis prehistòrics són els amfibis que visqueren abans del començament de la història. Les formes més primitives (amfibis sensu lato) daten de fa almenys 350 milions d'anys (el període Carbonífer). Els més primitius de tots eren semblants a un peix, amb aletes que semblaven potes. Aquestes aletes van acabar per convertir-se en potes funcionals i els amfibis van esdevenir animals que vivien a la terra.
Durant el Carbonífer i Permià superior van prosperar molts tipus d'amfibis prehistòrics; pertanyien a les subclasses extintes de Labyrinthodontia i Lepospondyli. Els amfibis actuals (Lissamphibia) van aparèixer per primer cop en el Triàsic i Juràssic.

## Subclases
| Labyrinthodontia (parafilètic) | Lepospondyli                                                                          | Lissamphibia (inclou també amfibis no extints)                          |
| --- | ------------------------------------------------------------------------------------- | ----------------------------------------------------------------------- |
| - Aphaneramma - Archegosaurus - Branchiosaurus - Cacops - Crassigyrinus - Diplocaulus - Eogyrinus - Eryops - Gerrothorax - Greererpeton - Koolasuchus - Mastodonsaurus - Metoposaurus - Paracyclotosaurus - Peltobatrachus - Platyhystrix - Proterogyrinus | - Diplocaulus - Keraterpeton - Microbrachis - Ophiderpeton - Pantylus - Phlegethontia | - Eocaecilia - Karaurus - Triadobatrachus - Vieraella - Palaeobatrachus |

- ?Balanerpeton
- ?Dendrepeton